# Citroën Acadiane
Pour les articles homonymes, voir Acadiane.
La Citroën Acadiane est un petit véhicule utilitaire de charge utile 475 kg produit par Citroën à Vigo, en Espagne. Elle est dérivée de la Dyane et remplace la 2 CV fourgonnette à partir de mars 1978 jusqu'en 1987.
Son nom, qui est un clin d'œil à un territoire du Canada, est né de l'association de Dyane et de AK (dénomination des fourgonnettes chez Citroën). Elle est l'ultime représentante d'une lignée de fourgonnettes qui commence avec le lancement de la 2 CV AU en mars 1951. L'Acadiane (type AY CD) concurrence les fourgonnettes Renault 4 F4 et F6.

## Caractéristiques

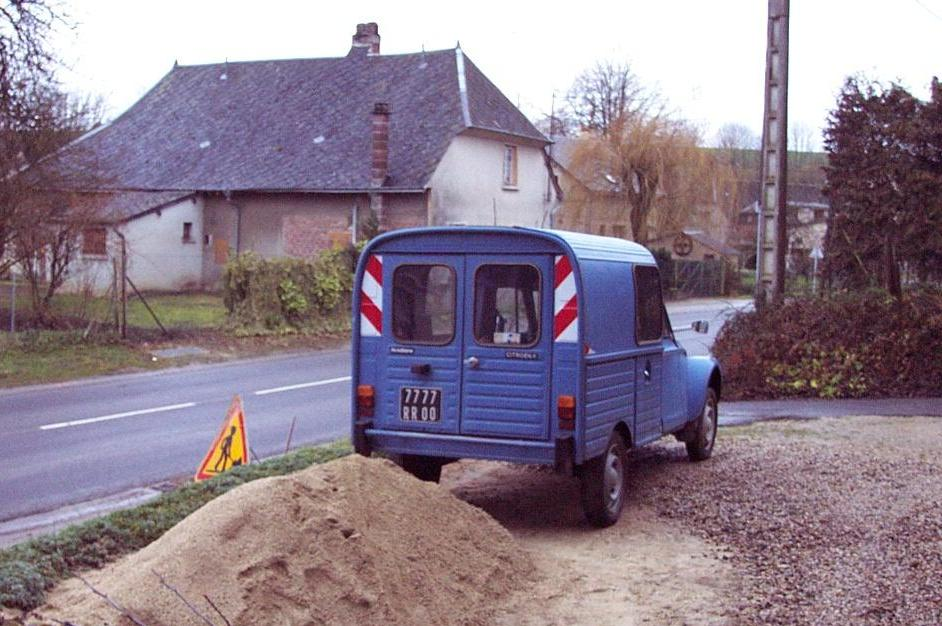
Une Acadiane en France

Équipée dès le début du  « moteur boxer bicylindre » développant 31 ch DIN type M28/1 en variante AM2A, elle atteint une vitesse de 100 km/h grâce à une aérodynamique plus favorable que la 2 CV fourgonnette AKS 400. Le freinage est amélioré : les freins avant sont désormais à disques.
L'Acadiane, dont la plateforme dérivée des 2CV est allongée de 0,135 mètre pour un empattement de 2,535 mètre au lieu de 2,400 mètre pour toutes les autres petites Citroën dérivées de la 2CV, reprend peu ou prou la partie postérieure de la 2 CV AKS 400 avec 66 dm3 de volume de chargement en plus et dispose d’une charge utile de 480 kg. Elle se distingue à l'arrière par les butoirs en caoutchouc, des charnières invisibles et les feux des camionnettes Peugeot 404, 504 et Peugeot J7 de seconde génération. Elle est équipée en série de vitres arrière latérales. La cellule avant est identique à celle des berlines Dyane, excepté le pare-chocs gris au lieu de chromé, la hauteur du toit et bien sûr l'absence de système de capotage. En progrès par rapport à la 2 CV, l'intérieur de la cabine possède un tableau de bord repris de la Dyane avec aérateurs orientables et cendrier, un siège passager escamotable (en option), un réglage des sièges permettant un recul de 10 cm en plus, des ceintures à enrouleurs, des panneaux de portes avec accoudoirs et vide-poches en skaï, ainsi que des vitres descendantes comme sur toutes les Dyane fabriquées en Espagne. Dans ce pays où elle est construite, à Vigo, à compter de 1978 et au Portugal, l'Acadiane est commercialisée sous l'appellation « Dyane 400 ». Une version baptisée Mixta équipée d'une banquette arrière et d'un siège passager basculant verra le jour et sera également vendue au Benelux.
Pour le millésime 83 en juillet 1982, des sigles arrière en relief noir remplacent les autocollants gris. En février 1982 le capot perdait sa casquette de grille d'aération et les manivelles de vitres issues des ID furent remplacées par d’autres rappelant celles de la GS en janvier 1981 . 
Les modèles 1978 ont été équipés d'un voyant de feux de route, portant le total des voyants à 5 (comme les Méhari 4x4). Dès l'année suivante, ce voyant bleu disparaîtra et les Acadianes n'auront plus que 4 voyants de tableau de bord, jusqu'à la fin de fabrication.
À noter que les modèles sortis de chaîne de juillet 1977 à juin 1978 sont équipés de raccords de freinage en 10 mm (étriers, maître-cylindre, et cylindres de roues) puis seront standardisés en 8 mm, jusqu'à fin de fabrication. Octobre 1979 verra l’adoption d’un limiteur de freinage arrière. Le logement de roue de secours des modèles 1978 ne comporte pas de plancher et les panneaux latéraux possèdent une encoche dans le bossage pour permettre le passage du cric.

Pendant toute sa carrière, elle conservera le volant Quillery en plastique noir à deux branches, commun avec la 2cv6 Spécial ainsi que le garnissage des sièges en skaï noir. Jusqu'à la fin de fabrication, elle ne connaîtra plus aucun changement et survivra plus de 4 ans à la berline dont elle est issue.

## La fin
En 1984, Citroën lance la fourgonnette C15 bien plus moderne et avec l'avantage d'une motorisation diesel. L'Acadiane, avec son faible moteur essence, est rapidement dépassée. En conséquence, sa production ne tarde pas à s'effondrer, malgré des prix inférieurs de 10 000 francs par rapport au C15. À l'été 1987, l'Acadiane, qui n'existait plus qu'en beige Atlas (référence ECF), n'est plus fabriquée. Toutefois, elle est vendue sur stock jusqu'en avril 1988 alors que la Dyane a disparu depuis juin 1983.
Les ventes de l'Acadiane paraissent faibles comparées à celles des 2 CV fourgonnettes AU, AZU et AK vendues à 1 250 000 unités. Cependant, elles ont été satisfaisantes pour un véhicule dont l'origine de la conception remontait à plusieurs décennies, et qui a subi la concurrence interne du C15 sur ses trois dernières années de production.

## Production

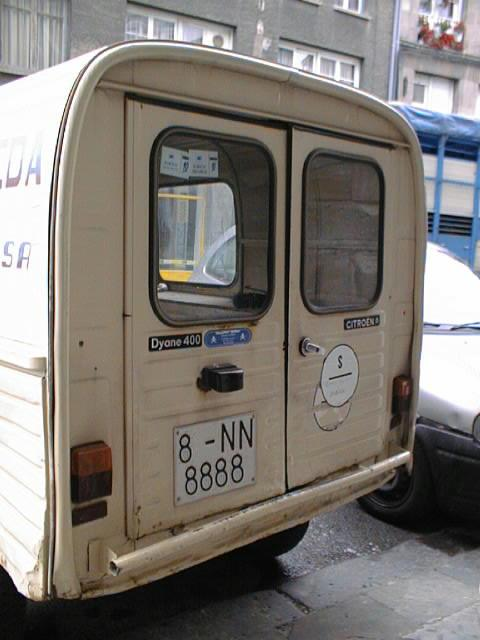
Dyane 400 espagnole

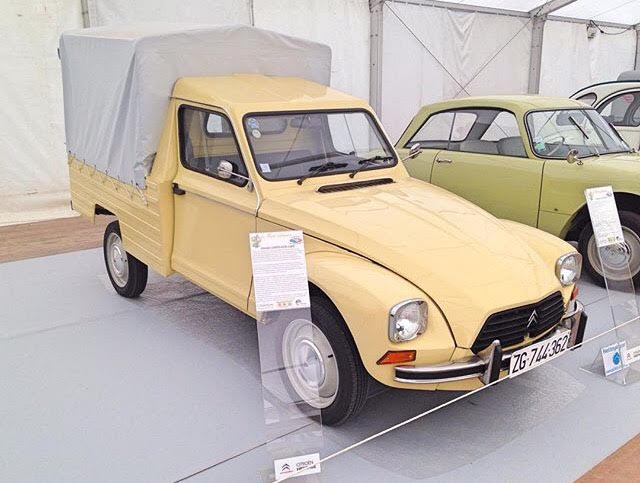
Cimos Geri

La production totale d'Acadiane, à Vigo, en Espagne et tous pays confondus, est de 253 393 unités.
Ci-dessous, le détail année par année :
| Année | Production |
| ----- | ---------- |
| 1977  | 141        |
| 1978  | 37 787     |
| 1979  | 49 679     |
| 1980  | 45 438     |
| 1981  | 30 881     |
| 1982  | 36 054     |
| 1983  | 20 377     |
| 1984  | 12 756     |
| 1985  | 8 429      |
| 1986  | 7 915      |
| 1987  | 3 936      |

Toutes les Acadiane ont été fabriquées à Vigo, en Espagne, à partir de 1978. Elle a été commercialisée dans plusieurs pays dont le Portugal, sous l'appellation « Dyane 400 ». Une version baptisée Mixta équipée d'une banquette arrière et d'un siège passager basculant verra le jour et sera également vendue au Benelux. 
Une variante de l'Acadiane a été assemblée en ex Yougoslavie, dans les ateliers de la société Cimos, à Koper - Capodistria aujourd'hui en Slovénie. Environ 2 000 DAK (version fourgonnette) et 900 Geri (version pick-up) ont été assemblés entre 1981 et 1985.

## Couleurs
L'Acadiane fut produite essentiellement en beige (Impala (1983 à 1985), Nevada (1978 à 1981), Colorado (1980 à 1984)  et enfin Atlas (1985 à 1987)), en bleu (Myosotis (1977 à 1979), Uzès (1985 à 1988), Céleste (1987), Azurite (1980 à 1982) et Lagune (1974 à 1984)) et en blanc (Alaska (1978 à 1984) et Meije (1978 à 1987)). En Allemagne, en Belgique et aux Pays-Bas d'autres nuances sont également diffusées (jaune, vert et rouge).

## Conception particulière

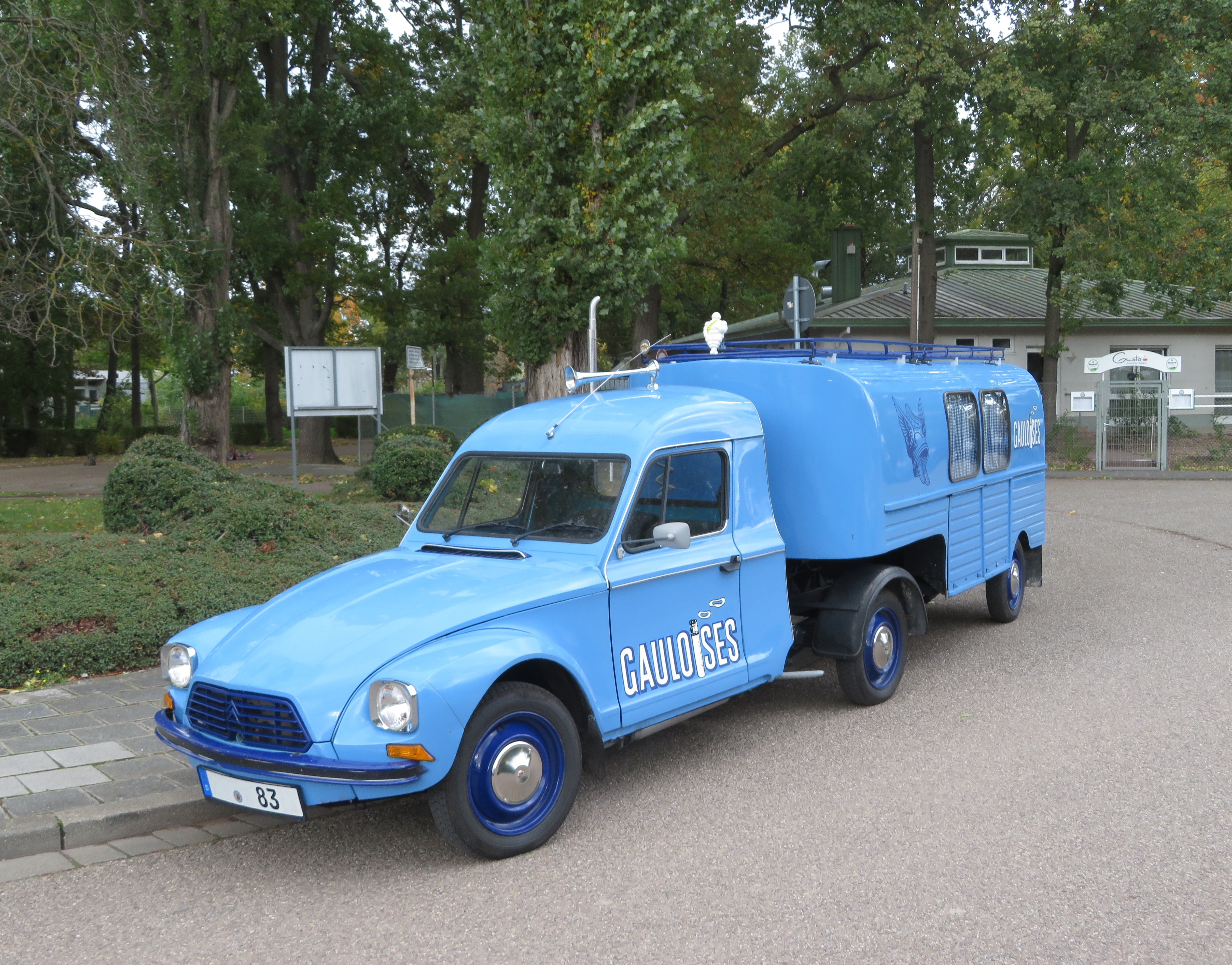
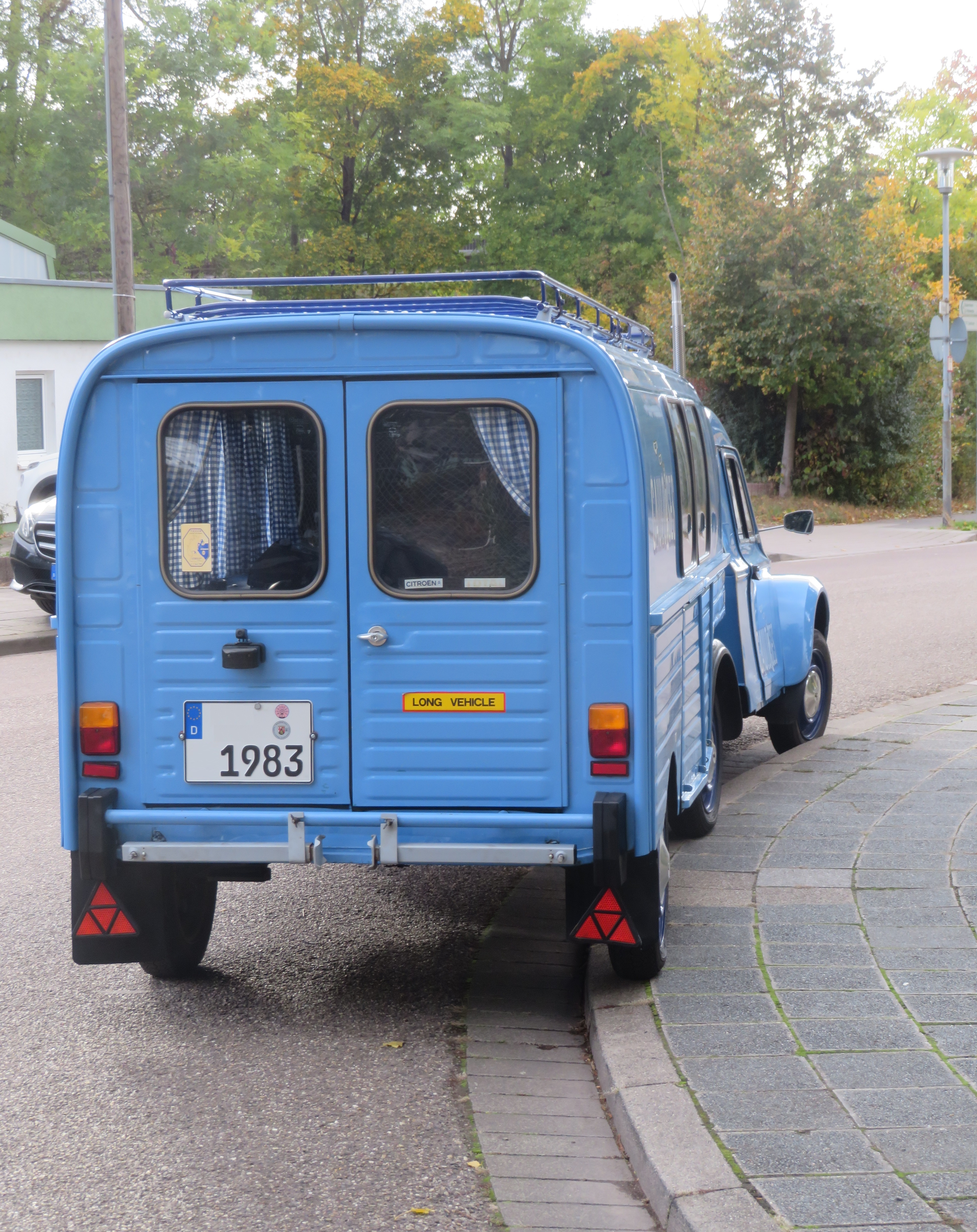
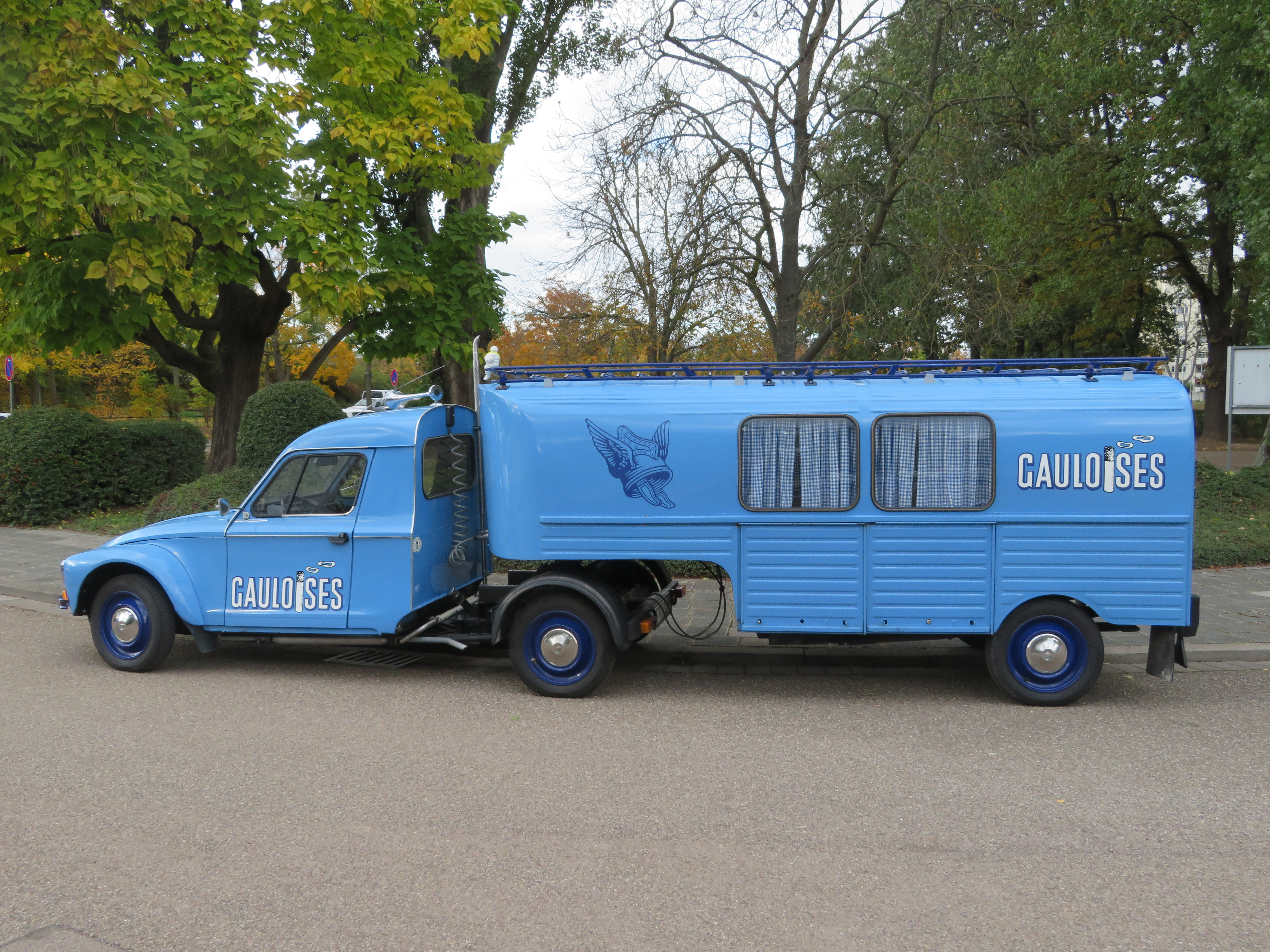